# Istrian Spring Trophy 2013
L'Istrian Spring Trophy 2013, cinquantatreesima edizione della corsa, valevole come prova del circuito UCI Europe Tour 2013 categoria 2.2, si svolse in tre tappe, precedute da un cronoprologo, dal 14 al 17 marzo 2013 per un percorso totale di 483 km, con partenza ed arrivo ad Umago. Fu vinto dallo sloveno Matej Mugerli della squadra Adria Mobil, che si impose in 11 ore 39 minuti e 48 secondi alla media di 41,41 km/h.
Al traguardo di Umago 159 ciclisti conclusero la competizione.

## Tappe
| Tappa  | Data     | Percorso                  | km    | Vincitore di tappa | Leader cl. generale |
| ------ | -------- | ------------------------- | ----- | ------------------ | ------------------- |
| prol.  | 14 marzo | Umago (Cron. individuale) | 2     | Luke Roberts       | Luke Roberts        |
| 1ª     | 15 marzo | Umago > Albona            | 163   | Matej Mugerli      | Matej Mugerli       |
| 2ª     | 16 marzo | Orsera > Montona          | 165   | Patrik Sinkewitz   | Matej Mugerli       |
| 3ª     | 17 marzo | Pisino > Umago            | 153   | Matej Marin        | Matej Mugerli       |
| Totale | Totale   | Totale                    | 494,4 |                    |                     |

## Squadre partecipanti
| N. | Cod. | Squadra                         |
| -- | ---- | ------------------------------- |
|    | ADR  | Adria Mobil                     |
|    | KTM  | Arbö Gebrüder Weiss-Oberndorfer |
|    | BAU  | Bauknecht-Author                |
|    | AS2  | Continental Team Astana         |
|    | DUK  | Dukla Trencin-Trek              |
|    | ETI  | Etixx-Ihned                     |
|    | HCL  | Helicopters                     |
|    | ISD  | ISD Continental Team            |
|    | TIK  | Itera-Katusha                   |
|    | TRK  | Torku Şekerspor                 |
|    | LET  | Leopard-Trek Continental        |
|    | LKT  | LKT Team Brandenburg            |
|    | MKT  | Meridiana-Kamen Team            |

| N. | Cod. | Squadra                  |
| -- | ---- | ------------------------ |
|    | OCM  | OneCo-Trek Cycling Team  |
|    | TPB  | Team Plussbank           |
|    | RAR  | Radenska                 |
|    | SAK  | Sava                     |
|    | GMS  | Team Gourmetfein-Simplon |
|    | THF  | Team Heizomat            |
|    | OHR  | Team Oster Hus-Ridley    |
|    | KRA  | Ringeriks-Kraft Look     |
|    | STG  | Team Stölting            |
|    | TIR  | Tirol Cycling Team       |
|    | TCT  | Tusnad Cycling Team      |
|    | WSA  | WSA                      |

## Dettagli delle tappe

### Prologo
- 14 marzo: Umago > Umago – Cronometro individuale – 2 km

Risultati
| Pos. | Corridore       | Squadra       | Tempo |
| ---- | --------------- | ------------- | ----- |
| 1    | Luke Roberts    | Team Stölting | 2'15" |
| 2    | Silvio Herklotz | Team Stölting | a 4"  |
| 3    | Oscar Landa     | Oster Hus     | s.t.  |

| Pos. | Corridore       | Squadra       | Tempo |
| ---- | --------------- | ------------- | ----- |
| 1    | Luke Roberts    | Team Stölting | 2'15" |
| 2    | Silvio Herklotz | Team Stölting | a 4"  |
| 3    | Oscar Landa     | Oster Hus     | s.t.  |

### 1ª tappa
- 15 marzo: Umago > Albona – 163 km

Risultati
| Pos. | Corridore          | Squadra     | Tempo    |
| ---- | ------------------ | ----------- | -------- |
| 1    | Matej Mugerli      | Adria Mobil | 4h00'17" |
| 2    | Radoslav Rogina    | Adria Mobil | a 5"     |
| 3    | Julian Alaphilippe | Etixx-Ihned | a 9"     |

| Pos. | Corridore       | Squadra       | Tempo    |
| ---- | --------------- | ------------- | -------- |
| 1    | Matej Mugerli   | Adria Mobil   | 4h02'27" |
| 2    | Radoslav Rogina | Adria Mobil   | a 34"    |
| 3    | Luke Roberts    | Team Stölting | a 36"    |

### 2ª tappa
- 16 marzo: Orsera > Montona – 165 km

Risultati
| Pos. | Corridore        | Squadra       | Tempo    |
| ---- | ---------------- | ------------- | -------- |
| 1    | Patrik Sinkewitz | Meridiana     | 4h05'13" |
| 2    | Tadej Valjavec   | Sava          | a 1"     |
| 3    | Silvio Herklotz  | Team Stölting | a 3"     |

| Pos. | Corridore        | Squadra     | Tempo    |
| ---- | ---------------- | ----------- | -------- |
| 1    | Matej Mugerli    | Adria Mobil | 8h07'48" |
| 2    | Radoslav Rogina  | Adria Mobil | a 7"     |
| 3    | Patrik Sinkewitz | Meridiana   | s.t.     |

### 3ª tappa
- 17 marzo: Pisino > Umago – 153 km

Risultati
| Pos. | Corridore    | Squadra        | Tempo    |
| ---- | ------------ | -------------- | -------- |
| 1    | Matej Marin  | Gourmetfein    | 3h31'42" |
| 2    | Sergey Renev | Contin. Astana | s.t.     |
| 3    | Jan Tratnik  | Tirol C.T.     | s.t.     |

| Pos. | Corridore        | Squadra     | Tempo     |
| ---- | ---------------- | ----------- | --------- |
| 1    | Matej Mugerli    | Adria Mobil | 11h39'48" |
| 2    | Radoslav Rogina  | Adria Mobil | a 7"      |
| 3    | Patrik Sinkewitz | Meridiana   | s.t.      |

## Classifiche finali

### Classifica generale
| Pos. | Corridore                | Squadra       | Tempo     |
| ---- | ------------------------ | ------------- | --------- |
| 1    | Matej Mugerli            | Adria Mobil   | 11h39'48" |
| 2    | Radoslav Rogina          | Adria Mobil   | a 7"      |
| 3    | Patrick Sinkewitz        | Meridiana     | a 11"     |
| 4    | Silvio Herklotz          | Team Stölting | s.t.      |
| 5    | Tadej Valjavec           | Sava          | a 17"     |
| 6    | Jesús Ezquerra           | Leopard       | a 21"     |
| 7    | Kristian Jensen Haugaard | Leopard       | a 23"     |
| 8    | Riccardo Zoidl           | Gourmetfein   | a 24"     |
| 9    | Matija Kvasina           | Gourmetfein   | s.t.      |
| 10   | Jan Polanc               | Radenska      | a 29"     |